# ووییسلاو استانکوویچ
ووییسلاو استانکوویچ (صربی: Vojislav Stanković؛ زادهٔ ۲۲ سپتامبر ۱۹۸۷) بازیکن فوتبال اهل صربستان است.
از باشگاه‌هایی که در آن بازی کرده‌است می‌توان به باشگاه فوتبال شماخی، باشگاه فوتبال قبله، باشگاه فوتبال بئوگراد، و باشگاه فوتبال پارتیزان اشاره کرد.
وی همچنین در تیم ملی فوتبال صربستان بازی کرده‌است.